# Tummal-Inschrift
Die Tummal Inschrift, oft auch als Tummal-Chronik bezeichnet, ist eine sumerische Tempelinschrift aus dem 2. Jahrtausend v. Chr. Sie wurde in der Zeit der ersten Dynastie von Isin (2017–1794 v. Chr.) angefertigt. Sie ist eine Chronik über den Bau der Tempel für Enlil und Ninlil in Nippur und Tummal (Vorort von Nippur). Sie benennt die einzelnen Schritte zwischen Aufbau, Veränderung und Wiederaufbau der beiden Tempel und nennt dabei die verschiedenen Herrscher, die dies bewerkstelligt haben. Die Tummal-Inschrift war ausschlaggebend für eine Neubewertung der vorderasiatischen Chronologie und führte zu einer Neusortierung der Korrelation zwischen den Dynastien von Uruk, Kiš und Ur und einer neuen historischen Einordnung einiger mythischer Könige, vor allem von König Gilgamesch.

## Entdeckungsgeschichte
Das erste Fragment der Tummal-Inschrift wurde zum Beginn des 20. Jahrhunderts gefunden. Doch fehlten die ersten zehn Zeilen, weswegen der damalige Übersetzer Arno Poebel nur einen unvollständigen Text ausgeben konnte, der Gilgamesch als ersten Herrscher nannte und so ein falsches Bild der Chronologie lieferte. Erst 1955 entdeckte Samuel Kramer den fehlenden Teil, gleich in zwei Inschriften in der Sammlung des Museums der Friedrich-Schiller-Universität in Jena.
Die anschließende Übersetzung brachte Licht in die Abfolge der Herrscher und belegte die Gleichzeitigkeit der Herrscher Gilgamesch und Agga wie im Mythos Gilgamesch und Agga beschrieben.

## Inhalt der Inschrift
1. Enmebaraggesi, der König,
2. in dieser Stadt (Nippur) baute das Haus des Enlil.
3. Agga, der Sohn von Enmebaraggesi,
4. machte Tummal herausragend.
5. er brachte Ninlil nach Tummal
6. Zum ersten Mal wurde Tummal zerstört
7. Mesannepadda baute die Burshushua im Haus des Enlil.
8. Meskiagmmna, der Sohn von Mesannepadda,
9. machte Tummal herausragend.
10. er brachte Ninlil nach Tummal (Die ersten 10 Zeilen fehlten bei der ersten Übersetzung)
11. Ein zuweites Mal wurde Tummal zerstört.
12. Gilgamesch baute die Numunburra am Haus des Enlil.
13. Ur-Nungal/Ur-Lugal, der Sohn des Gilgamesch,
14. machte Tummal herausragend
15. er brachte Ninlil nach Tummal
16. zum dritten male wurde Tummal zerstört
17. Nanna baute den „luftigen Park“ am Hause des Enlil.
18. Meskiag-Nanna, der Sohn von Nanna,
19. machte Tummal herausragend
20. er brachte Ninlil nach Tummal
21. zum vierten Mal wurde Tummal zerstört
22. Ur-Nammu baute Ekur.
23. Shulgi, der Sohn von Ur-Nammu,
24. machte Tummal herausragend
25. er brachte Ninlil nach Tummal
26. zum fünften Mal wurde Tummal zerstört
27. Im Jahre des Amar-Suena
28. bis zur Regierungszeit Ibbi-Sin, der König,
29. Enamgalanna als Schützling der Inanna von Uruk
30. ausgewählt,
31. er brachte Ninlil nach Tummal
32. Nach den Worten des Lu-Inanna, der ashgab-gal des Enlil,
33. Ishbi-Erra baute die Ekurraigigalla,
34. Das Lagerhaus des Enlil[5]